# Jeremy Batioja
Jeremy Batioja (Quinindé, Ecuador; 10 de enero de 2003) es un futbolista ecuatoriano. Juega como centrocampista y su equipo actual es Los Angeles F. C. 2 de la MLS Next Pro de Estados Unidos.

## Trayectoria
Jeremy realizó las formativas en clubes como Independiente del Valle, Club Sport Norte América y Universidad Católica. En 2020 firmó con Liga Deportiva Universitaria, equipo con el que no llegó a debutar en la Serie A de Ecuador pero lo cedió al Atlético Kin de la Segunda Categoría de Cotopaxi, en dicho club tuvo su debut profesional.
En 2021 fichó por Sociedad Deportiva Aucas, equipo de Serie A, jugó su primer partido en la máxima división del fútbol ecuatoriano el 17 de abril de ese año ante Centro Deportivo Olmedo. También debutó internacionalmente en la Copa Sudamericana 2021.
El 24 de marzo de 2023 se anunció su transferencia a Los Angeles Football Club de la Major League Soccer de Estados Unidos. En su primera temporada fue cedido al equipo filial Los Angeles F. C. 2, club perteneciente a la MLS Next Pro, la tercera división del país norteamericano.

## Selección nacional

### Selecciones juveniles
Fue parte de varios microciclos con la selección sub-20 bajo en el mando del técnico Jimmy Bran, estuvo presente en dos partidos disputados en junio de 2022 ante Paraguay y Uruguay por el cuadrangular amistoso internacional Espíritu Santo, disputado en Brasil.

## Estadísticas

### Clubes
Actualizado al último partido disputado el 15 de septiembre de 2023.
| Club                               | Div.          | Temporada     | Liga  | Liga  | Liga   | Copas nacionales | Copas nacionales | Copas nacionales | Copas internacionales | Copas internacionales | Copas internacionales | Total | Total | Total  |
| Club                               | Div.          | Temporada     | Part. | Goles | Asist. | Part.            | Goles            | Asist.           | Part.                 | Goles                 | Asist.                | Part. | Goles | Asist. |
| ---------------------------------- | ------------- | ------------- | ----- | ----- | ------ | ---------------- | ---------------- | ---------------- | --------------------- | --------------------- | --------------------- | ----- | ----- | ------ |
| Atlético Kin · Ecuador             | 3.ª           | 2020          | 3     | 1     | 0      | —                | —                | —                | —                     | —                     | —                     | 3     | 1     | 0      |
| Atlético Kin · Ecuador             | Total club    | Total club    | 3     | 1     | 0      | 0                | 0                | 0                | 0                     | 0                     | 0                     | 3     | 1     | 0      |
| S. D. Aucas · Ecuador              | 1.ª           | 2021          | 2     | 0     | 0      | —                | —                | —                | 3                     | 0                     | 0                     | 5     | 0     | 0      |
| S. D. Aucas · Ecuador              | 1.ª           | 2022          | 1     | 0     | 0      | —                | —                | —                | —                     | —                     | —                     | 1     | 0     | 0      |
| S. D. Aucas · Ecuador              | Total club    | Total club    | 3     | 0     | 0      | 0                | 0                | 0                | 3                     | 0                     | 0                     | 6     | 0     | 0      |
| Los Angeles F. C. 2 Estados Unidos | 3.ª           | 2023          | 22    | 3     | 2      | —                | —                | —                | —                     | —                     | —                     | 22    | 3     | 2      |
| Los Angeles F. C. 2 Estados Unidos | Total club    | Total club    | 22    | 3     | 2      | 0                | 0                | 0                | 0                     | 0                     | 0                     | 22    | 3     | 2      |
| Total carrera                      | Total carrera | Total carrera | 28    | 4     | 2      | 0                | 0                | 0                | 3                     | 0                     | 0                     | 31    | 4     | 2      |
| 1.                                 |               |               |       |       |        |                  |                  |                  |                       |                       |                       |       |       |        |